# Flash (jonglerie)
Pour les articles homonymes, voir flash.
Un flash en jonglerie est l’action de lancer et rattraper une fois un nombre déterminé d’objets en suivant une figure, généralement une séquence siteswap particulière. On parle de « flasher » tant d’objets à telle hauteur avec tel nombre d’objets.
Dans les nombres, c’est-à-dire pour plus de cinq objets, un flash sert à qualifier la figure : c’est la première étape dans l’apprentissage de la figure. Certains considèrent que de savoir flasher les figures de bases suffit à dire qu’une personne sait jongler avec tant d’objets. D’autres affirment qu’il faut savoir la répéter en boucle et non une seule fois.

## Exemple de séquences
Le flash est réalisable quel que soit le nombre d’objets jonglés et permet au jongleur de faire des mouvements sous ses figures comme une demi-pirouette (0) ou une pirouette (00) et/ou de garder des objets au contact de la main pendant un temps (2 ou 22).
La famille des séquences siteswaps premières de type flash est très nombreuse. Ce sont toutes des séquences fondamentales. On peut y inclure les cascades et fontaines (1, 2, 3, 4, 5, 6, etc.) mais également les séquences où tous les objets sont envoyés à la hauteur maximale :
- 1 objet : 1, 20, 300, 4000, 50000, 600000, 7000000… ;
- 2 objets : 2, 330, 4400, 55000, 660000, 7700000… ;
- 3 objets : 3, 4440, 55500, 666000, 7770000… ;
- 4 objets : 4, 55550, 666600, 7777000… ;
- 5 objets : 5, 666660, 7777700… ;
- 6 objets : 6, 7777770… :
- etc.

À cela s’ajoute beaucoup d’autres séquences incluant des temps tenus (des 2). On ne lance alors qu’une partie des objets manipulés et accessoirement on tient un/des objet(s) en main(s) pendant la/les pirouette(s).